# هارویچ پورت (ماساچوست)
هارویچ پورت (به انگلیسی: Harwich Port) یک منطقهٔ مسکونی در ایالات متحده آمریکا است که در شهرستان برنستبل، ماساچوست واقع شده‌است. هارویچ پورت ۹٫۰ کیلومتر مربع مساحت و ۱٬۶۴۴ نفر جمعیت دارد و ۶ متر بالاتر از سطح دریا واقع شده‌است.